# آنکه هوبر
آنکه هوبر (انگلیسی: Anke Huber؛ زاده ۴ دسامبر ۱۹۷۴) یک تنیس‌باز اهل آلمان است.